# Damesorde van de Ster van Brabant

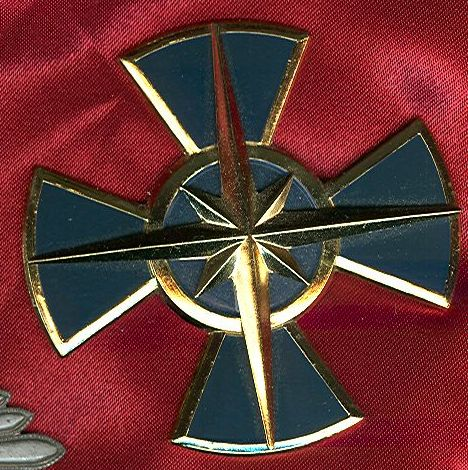
Borstkruis van een Commandeur der Eerste Klasse (zonder kroon) van de Orde. Particuliere verzameling, Groningen.

De Orde van de Ster van Brabant (Duits: "Orden Stern von Brabant" of "Orden des Sterns von Brabant") werd in 1914, kort voor het begin van de Eerste Wereldoorlog die een eind aan de Hessische monarchie en haar Ridderorden zou maken, ingesteld door Groothertog Ernst Ludwig van Hessen. De zeven graden en achttien verschillende uitvoeringen van deze Orde werden niet aan Dames toegekend; voor hen was er de Damesorde van de Ster van Brabant, ook "Damenkreuz" genoemd.
De Damesorde was bedoeld voor vrouwelijke dienaren van de Hessische staat, het belonen van naastenliefde en "al wat de welvaart in Hessen bevorderde". De moderne vormgeving van de decoratie, gelijk aan de aan heren verleende kruisen, is een breuk met de tradities en daarin kenmerkend voor het vooruitstrevende Hessen. De vele klassen en de mogelijkheid om ieder daarvan ook nog met een gouden kroon als verhoging te verlenen en het uitsluiten van vrouwen zijn daarentegen wel typisch voor de toenmalige Duitse standenmaatschappij.
De naam van de Orde was een verwijzing naar het stamhuis van de Groothertogen.
De vijf voor dames bestemde klassen van de Orde
- Erekruis-Dame
- Erekruis-Dame der Eerste Klasse met briljanten
- Dameskruis der Eerste Klasse
- Dameskruis der Tweede Klasse
- Het Zilveren Dameskruis

en
- De Zilveren Medaille van het Dameskruis

De versierselen van de Orde
Het kleinood is een grijs geëmailleerd rond kruis met ronde armen. In de armen is bij de aan linten gedragen kruizen een dubbele ring met twee gouden ballen, gelijkend op kogellagers, geplaatst. Op het kruis ligt een ster met vier lange en vier korte stralen.
Dames droegen de Orde en de medaille aan een strik op de linkerborst.
De catalogus van Jörg Nimmergut geeft 32 verschillende uitvoeringen van deze Orde en zes uitvoeringen voor dames. Omdat zij maar kort heeft bestaan zijn vooral de hogere graden vrij zeldzaam.